# Anthony Trajkoski
Anthony Trajkoski (Melbourne, 28 april 1998) is een Australisch voetballer van Macedonische afkomst die als middenvelder voor Ararat Jerevan speelde.

## Carrière
Anthony Trajkoski speelde in de jeugd van Richmond SC en FC Emmen, waar hij een jaar in het onder-19 elftal speelde. Nadat zijn contract afliep sloot hij begin 2018 aan bij het Armeense Ararat Jerevan. Hij debuteerde in het betaald voetbal op 4 maart 2018, in de met 2-3 verloren thuiswedstrijd tegen FA Alasjkert. Hij speelde anderhalf jaar voor deze club, waar hij ook af en toe in het tweede elftal actief was. In de zomer van 2019 vertrok hij transfervrij naar het Servische FK Smederevo 1924, waar hij nooit in actie kwam.

### Statistieken

#### Beloften
| Seizoen                   | Club            | Land            | Competitie        | Competitie | Competitie | Beker | Beker | Totaal | Totaal |
| Seizoen                   | Club            | Land            | Competitie        | Wed.       | Dlp.       | Wed.  | Dlp.  | Wed.   | Dlp.   |
| ------------------------- | --------------- | --------------- | ----------------- | ---------- | ---------- | ----- | ----- | ------ | ------ |
| 2017/18                   | Ararat Jerevan  | Armenië         | Bardzragujn chumb | 7          | 3          | –     | –     | 7      | 3      |
| 2018/19                   | Ararat Jerevan  | Armenië         | Bardzragujn chumb | 6          | 0          | –     | –     | 6      | 0      |
| Totaal beloften           | Totaal beloften | Totaal beloften | Totaal beloften   | 13         | 3          | 0     | 0     | 13     | 3      |
| Bijgewerkt op 5 juni 2020 |                 |                 |                   |            |            |       |       |        |        |

#### Senioren
| Seizoen                   | Club              | Land            | Competitie        | Competitie | Competitie | Beker | Beker | Totaal | Totaal |
| Seizoen                   | Club              | Land            | Competitie        | Wed.       | Dlp.       | Wed.  | Dlp.  | Wed.   | Dlp.   |
| ------------------------- | ----------------- | --------------- | ----------------- | ---------- | ---------- | ----- | ----- | ------ | ------ |
| 2017/18                   | Ararat Jerevan    | Armenië         | Bardzragujn chumb | 6          | 0          | 0     | 0     | 6      | 0      |
| 2018/19                   | Ararat Jerevan    | Armenië         | Bardzragujn chumb | 10         | 0          | 2     | 0     | 12     | 0      |
| 2019/20                   | FK Smederevo 1924 | Servië          | Prva Liga         | 0          | 0          | 0     | 0     | 0      | 0      |
| Totaal senioren           | Totaal senioren   | Totaal senioren | Totaal senioren   | 16         | 0          | 2     | 0     | 18     | 0      |
| Carrièretotaal            | Carrièretotaal    | Carrièretotaal  | Carrièretotaal    | 29         | 3          | 2     | 0     | 31     | 3      |
| Bijgewerkt op 5 juni 2020 |                   |                 |                   |            |            |       |       |        |        |